# Philipe Lins
Luiz Philipe Lins (Natal, 17 de agosto de 1985) é um lutador brasileiro de artes marciais mistas (MMA) que atualmente compete na categoria peso-pesado do UFC.

## Carreira no MMA

### Início de carreira
Lins fez sua estreia no MMA profissional em 2005. Pelos 8 primeiros anos de sua carreira ele lutou exclusivamente no Brasil. Durante esse período ele permaneceu invicto, acumulando um cartel de 7-0.

### Bellator MMA
Lins assinou contrato com o Bellator em 2014 e fez sua estreia no mesmo ano em Abril no Bellator 116. Ele enfrentou Travis Clark e venceu por finalização no primeiro round.
No verão de 2014, Lins foi anunciado como participante do Torneio de Verão dos meio-pesados do Bellator. Ele enfrentou Austin Heidlage nas quartas de final no Bellator 121 e venceu por finalização no primeiro round. Ele enfrentou Kelly Anundson nas semifinais e perdeu por nocaute técnico devido a uma lesão.
Lins enfrentou Guilherme Viana no Bellator 159 em 23 de julho de 2016. Ele venceu por nocaute técnico no segundo round.
Lins enfrentou Kleber Silva no Bellator 168 em 10 de dezembro de 2016. Ele perdeu a luta por nocaute técnico no segundo round.
Lins enfrentou Vadim Nemkov no Bellator 182 em 25 de agosto de 2017. Ele perdeu a luta por nocaute no primeiro round.
Em 20 de fevereiro de 2018, foi anunciado que o Bellator havia decidido não renovar o contrato com Lins devido à sequência de derrotas.

### Professional Fighters League
Em junho de 2018, Lins assinou contrato com o PFL e participou do torneio dos Pesados do PFL, torneio que teria como premiação ao vencedor 1 milhão de dólares. No PFL 8 em 5 de outubro de 2018, Ele derrotou Caio Alencar por finalização nas quartas de final e em seguida derrotou Jared Rosholt por nocaute técnico nas semifinais. Lins enfrentou Josh Copeland na grande final do torneio no PFL 11 em 31 de dezembro de 2018. Ele venceu a luta por nocaute técnico no quarto round, levando para casa o grande prêmio de $1.000.000 de dólares.

### Ultimate Fighting Championship
Lins fez sua estreia no UFC em 13 de maio de 2020 contra Andrei Arlovski no UFC Fight Night: Smith vs. Teixeira. Ele perdeu a luta por decisão unânime.

## Cartel no MMA
| Cartel no MMA   |             |            |
| 19 lutas        | 14 vitórias | 5 derrotas |
| Por nocaute     | 8           | 4          |
| Por finalização | 4           | 0          |
| Por decisão     | 2           | 1          |

| Res.    | Cartel | Oponente                        | Método                              | Evento                              | Data       | Round | Tempo | Local                   | Notas                                            |
| ------- | ------ | ------------------------------- | ----------------------------------- | ----------------------------------- | ---------- | ----- | ----- | ----------------------- | ------------------------------------------------ |
| Derrota | 14-5   | Tanner Boser                    | Nocaute (socos)                     | UFC Fight Night: Poirier vs. Hooker | 27/06/2020 | 1     | 2:41  | Las Vegas, Nevada       |                                                  |
| Derrota | 14–4   | Andrei Arlovski                 | Decisão (unânime)                   | UFC Fight Night: Smith vs. Teixeira | 13/05/2020 | 3     | 5:00  | Jacksonville, Florida   |                                                  |
| Vitória | 14–3   | Josh Copeland                   | Nocaute técnico (joelhadas e socos) | PFL 11                              | 31/12/2018 | 4     | 0:30  | New York City, New York | Ganhou o torneio de pesados do PFL.              |
| Vitória | 13–3   | Jared Rosholt                   | Nocaute técnico (socos)             | PFL 8                               | 05/10/2018 | 2     | 0:45  | Nova Orleans, Louisiana | Semifinal do torneio de pesados do PFL.          |
| Vitória | 12–3   | Caio Alencar                    | Finalização (guilhotina)            | PFL 8                               | 05/10/2018 | 1     | 0:58  | Nova Orleans, Louisiana | Quartas de final do torneio de pesados do PFL.   |
| Vitória | 11–3   | Alex Nicholson                  | Nocaute técnico (socos)             | PFL 4                               | 19/07/2018 | 2     | 3:39  | Uniondale, New York     | Estreia nos Pesados.                             |
| Derrota | 10–3   | Vadim Nemkov                    | Nocaute (socos)                     | Bellator 182                        | 25/08/2017 | 1     | 3:03  | Verona, New York        |                                                  |
| Derrota | 10–2   | Kleber Silva                    | Nocaute técnico (socos)             | Bellator 168                        | 10/12/2016 | 2     | 3:42  | Florence                |                                                  |
| Vitória | 10–1   | Guilherme Viana                 | Nocaute técnico (socos)             | Bellator 159                        | 23/07/2016 | 2     | 1:13  | Mulvane, Kansas         |                                                  |
| Derrota | 9–1    | Kelly Anundson                  | Nocaute técnico (lesão)             | Bellator 122                        | 25/07/2014 | 1     | 1:40  | Temecula, California    | Semifinal do torneio de verão do pesados.        |
| Vitória | 9-0    | Austen Heidlage                 | Finalização (mata-leão)             | Bellator 121                        | 06/06/2013 | 1     | 2:45  | Thackerville, Oklahoma  | Quartas de final doTorneio de verão dos pesados. |
| Vitória | 8–0    | Travis Clark                    | Finalização (mata-leão)             | Bellator 116                        | 11/04/2014 | 1     | 0:40  | Temecula, California    |                                                  |
| Vitória | 7–0    | Armando Sixel                   | Nocaute técnico (socos)             | Bitetti Combat 18                   | 31/10/2013 | 2     | 3:30  | Rio de Janeiro          |                                                  |
| Vitória | 6–0    | Ubiratan Lima                   | Decisão (unânime)                   | Bitetti Combat 17                   | 06/09/2013 | 3     | 5:00  | Rio de Janeiro          |                                                  |
| Vitória | 5–0    | Daniel Alexandre Freitas Bonfim | Nocaute (socos)                     | Rockstrike MMA 1                    | 09/07/2011 | 1     | 4:40  | Brasília                |                                                  |
| Vitória | 4–0    | Antonio Mendes                  | Decisão (unânime)                   | Nordeste Combat Championship        | 06/09/2006 | 3     | 5:00  | Natal                   |                                                  |
| Vitória | 3–0    | Anderson Cruz                   | Finalização (triângulo)             | Tremons Fight 2                     | 21/01/2006 | 1     | 2:13  | João Câmara             |                                                  |
| Vitória | 2–0    | Antonio Mendes                  | Nocaute (socos)                     | Bad Boy: Vale Tudo Open             | 08/12/2005 | 2     | N/A   | Fortaleza               |                                                  |
| Vitória | 1–0    | Maurilio de Souza da Silva      | Nocaute técnico (socos)             | Mossoró Fight                       | 26/08/2005 | 2     | 1:05  | Mossoró                 | Estreia nos Meio-Pesados.                        |